# Северинец, Павел Константинович
Па́вел Константи́нович Севери́нец (классич. бел. Па́вал Канстанты́навіч Севяры́нец; род. 30 декабря 1976, Орша) — один из основателей, бывший лидер молодёжной организации партии БНФ — «Молодой Фронт». Один из лидеров партии Белорусская христианская демократия, политический заключённый.
В 2006, 2011 и 2020 годах международная организация Amnesty International признала Павла Северинца узником совести.

## Биография

### Детство
Павел Северинец родился в Орше в семье журналиста Константина Северинца и школьной учительницы Татьяны Северинец. В 1994 году он окончил среднюю школу с золотой медалью, в 2000 году — географический факультет Белорусского государственного университета.
В 1994—1999 Павел Северинец работал журналистом в ряде изданий. С 1998 г. начал печататься в независимой прессе как публицист.

### Начало политической деятельности в «Молодом Фронте» и БНФ
В 1995 г. Северинец вступил в БНФ «Возрождение». В феврале 1997 г. он возглавил Минскую молодёжную фракцию БНФ. В сентябре 1997 г. на Учредительном сейме был избран сопредседателем «Молодого Фронта». В 1997—2004 гг. Павел Северинец стал известен как участник и организатор массовых уличных выступлений молодежи против политики президента Александра Лукашенко.
2 апреля 1998 г. арестован во время оппозиционной манифестации в Минске и за «срыв концерта, посвященного объединению России и Беларуси» помещен в следственный изолятор на ул. Володарского (Минск). Через два месяца под давлением белорусской и международной общественности освобождён и отправлен под подписку о невыезде в Витебск. Уголовное дело было закрыто в ноябре 1998 г. без каких-либо объяснений и извинений.
31 мая 1998 года в тюрьме, имея переданный в камеру Новый завет, принял христианство.
В рамках своей деятельности в «Молодом Фронте» Павел Северинец был основателем образовательного проекта «Шоу Белорусчины», курсов «Ди-джеев Возрождения», инициатором создания коалиции белорусских демократических молодёжных организаций «Перемен!», а также межконфессионального общества «Христианская инициатива». В 1999—2003 Павел Северинец был заместителем председателя Партии БНФ. С 1999 по 2004 — председателем «Молодого Фронта». Северинец был одним из организаторов І Конгресса Белорусской Молодёжи (июль 2001 г.), защиты Куропат (сентябрь 2001 г. — июнь 2002 г.), национальной компании «Беларусь в Европу!» (весна 2002 г.), предвыборного блока «Молодая Беларусь» (2004 г.)
В ноябре 2001 г., после задержания ввиду акции, приуроченной к 60-летию публичной казни фашистами группы минских подпольщиков, заявил, что «намерен добиться учреждения в Беларуси Дня белорусских бойцов сопротивления, подпольщиков и партизан».

### Первое лишение свободы
В 2005 году Павел Северинец был обвинён в организации акций протеста против баллотирования Александра Лукашенко на третий президентский срок, которые проходили в Минске после референдума 2004 года. Молодёжный лидер был осужден на 3 года ограничения свободы. Наказание он отбывал на лесозаготовках в деревне Малое Ситно на севере Беларуси (Полоцкий район). В 2006 году международная организация Amnesty International признала Павла Северинца узником совести. С учётом амнистии срок заключения был сокращен до 2-х лет, в 2007 году Северинец был освобождён. В условиях ограничения свободы написал книгу «Письма из леса» (согласно опросу «Нашей Нивы», признана лучшей белорусской книгой 2007 года).

### 2007—2017 годы. БХД
Работал над возрождением политической партии «Белорусская христианская демократия», являлся сопредседателем её организационного комитета.
В БХД отвечает за идеологию, регионы, информацию и культуру. Редактор обеих партийных программ — 2009 и 2015 гг. («Народная партия с христианским сердцем»). Инициатор партийных кампаний «Люблю Беларусь», «Волна солидарности», «В защиту костёла Святого Иосифа», «Правительство для народа», «100 лет БХД» и других.
Как представитель БХД встречался с президентом США Джорджем Бушем-младшим, госсекретарем США Кондолизой Райс, председателями Европарламента Ханс-Гертом Пёттерингом и Ежи Бузеком, председателем Европейской Народной партии Жозефом Долем.
Основатель и продюсер серии музыкальных альбомов белорусскоязычной христианской музыки «Белорусский христианский хит» (2008—2015, вышло 7 альбомов).
Вместе с Максимом Гацаком и Анатолием Ширвелем в 2014 году основал христианский информационный портал «Крыница.инфо».
Инициатор создания «Белорусского комитета солидарности с Украиной» (2014 год), «Комитета защиты предпринимательства» (2016 год), один из координаторов постоянно действующего форума «Свободу политзаключенным!» (2015 год).
В 2017 году П. Северинец был заочно оштрафован судом Фрунзенского района Минска на 50 базовых величин (1150 белорусских рублей) за участие в Марше возмущенных белорусов 17 февраля.
За участие в митингах в Куропатах 3 марта П. Северинец был признан виновным по ч. 3 ст. 23.34 КоАП РБ. Советским судом города Минска 31 марта 2017 года приговорён к 10 суткам ареста.
За участие в митинге 12 марта в Орше в «Марше нетунеядцев» П. Северинец был осужден Оршанским судом на 15 суток ареста.
За участие в протесте в Куропатах и первомайской демонстрации судья суда Центрального района г. Минска Виктория Шабуня наказала П. Северинца арестом на 15 суток.
В 2017 году написал роман «Беларусалим. Рассвет». Продолжение «Беларусалим. Сердце света» было написано в 2020 году.
По словам Павла Северинца, белорусская национальная идея — это Иисус Христос, который говорит по-белорусски.

### Второе лишение свободы
Был взят под стражу в ночь после Площади 20 декабря 2010 года, осужден 16 мая 2011 года судом Заводского района г. Минска по ч. 1 арт. 342 УК РБ (организация и подготовка действий, грубо нарушающих общественный порядок, либо участие в них) на 3 года ограничения свободы. Находился в ИУОТ-7 д. Куплино Пружанского района Брестской области. Освобождён 19 октября 2013 года. О своём пребывании в Куплино написал книгу «Беларуская глыбіня» («Белорусская глубина»).

### Третье лишение свободы
7 июня 2020 года Северинец был арестован в Минске за проведение незарегистрированного пикета, на следующий день приговорён к аресту на 15 суток, затем срок его содержания под стражей продлевался. Сообщалось, что Северинец предпринял попытку порезать вены на руках в знак протеста против условий содержания (холодный карцер с отключенной водой). Предполагалось, что он выйдет на волю 21 августа, по отбытии 75 суток. Но в Следственном комитете сообщили, что есть прямое подозрение в совершении П. Северинцем преступления, он задержан на 72 часа и находится в изоляторе временного содержания на переулке Окрестина. 20 августа 2020 г. в отношении политзаключённого было возбуждено уголовное дело «за подготовку массовых беспорядков». Затем подследственный был переведен в СИЗО на ул. Володарского (Минск). Срок следствия неоднократно продлевался.
25 мая 2021 года Павел Северинец был приговорён к 7 годам лишения свободы в колонии строгого режима.

## Личная жизнь
11 января 2014 года обвенчался с Ольгой Шилак в католическом костёле.

## Мнение Северинца оЛГБТифеминизме
4 июня 2016 года Маргарита Тарайкевич, поэт и член оргкомитета партии Белорусская христианская демократия, в своём блоге опубликовала пост о необходимости толерантного отношения к ЛГБТ со стороны христиан. 5 июня Северинец как лидер оргкомитета подверг критике активистку, предложив ей покинуть организацию. 6 июня он дал интервью «Радио Свобода», в котором сказал, что феминистки, транссексуалы и гомосексуалы не являются нормой, о чём написано в Библии, приравнял пропаганду равноправия ЛГБТ к пропаганде феминистской, расистской и классовой, назвав её тупиковым путём, «который навязывается, в том числе, либеральными СМИ».
С 2014 года П. Северинец не платил ежегодные взносы в Белорусский ПЕН-центр (куда был принят в 2007 году), мотивируя это тем, что, как христианин, не может поддерживать пропаганду гомосексуализма, которая допускалась под эгидой организации. После ряда предупреждений он был исключён из ПЕН-центра в январе 2019 года. Обратился с открытым письмом к членам ПЕН-центра (опубликовано 22 октября 2019 года); в нём П. Северинец критиковал «гей-лобби» в руководстве организации. На съезде 26 октября 2019 года членство П. Северинца было восстановлено, но уже 29 октября 2019 г. он снова был исключён из ПЕН-центра. По заявлению Рады ПЕН-центра, П. Северинцем был нарушен Устав организации: «унижалась честь РОО "Белорусский ПЕН-центр"», «умышленно фальсифицировалась и искажалась информация» и т. д. При этом Рада сослалась на результаты так называемой независимой экспертизы, которая, как выяснилось 31 октября 2019 года, являлась частным мнением участницы инициативы «Журналисты за толерантность» Виолетты Ермаковой.